# Ровате (Варезе)
Ровате је насеље у Италији у округу Варезе, региону Ломбардија.
Према процени из 2011. у насељу је живело 965 становника. Насеље се налази на надморској висини од 343 м.